# 楊恭懿
杨恭懿（1225年—1294年），字元甫，号潜斋，奉元高陵（治今陕西西安高陵区）人。
杨恭懿好读书，力学强记，书无不读，尤深通于《易》、《礼》、《春秋》，后得朱熹《四书集注》研读。至元七年（1270年）与许衡被召，至元十年（1273年）第二次被召，均不至。至元十一年（1274年），太子真金下教中书，使如同汉惠帝聘四皓以聘，召入大都，诏议设科取士。至元十二年（1275年）北征时，他遂归田里。至元十六年（1279年）奉诏于太史院修《授时历》。与郭守敬、王恂、许衡等，遍考历书四十余家，昼夜测验，创立新历。历成，授集贤学士兼太史院事。至元十八年（1281年）辞归。后来，朝廷屡召，至元二十九年，以议中书省事被召，辞疾不赴。去世后，谥文康。著有《潜斋遗稿》。